# 사이코 (소프트웨어)
사이코(Psyco)는 파이썬을 위한 전문 컴파일러이며 아민 리고(Armin Rigo)가 개발하였다. 사이코가 입출력을 많이 하는 응용 프로그램들의 속도를 월등히 개선하지 못한 반면 CPU를 많이 사용하는 응용 프로그램들의 속도는 눈에 띄게 빠르게 해 준다. 실제 속도의 향상은 응용 프로그램에 따라 달라지지만, 거의 속도차가 없는 것부터 100배의 속도 향상이 있기도 하다.
현재 사이코는 리눅스와 윈도 기반의 32비트 인텔 호환 프로세서에서만 실행되며 완전한 기능을 제공하기 때문에 앞으로 개발이 있을 것으로 예측하고 있지는 않다. 사이코 뒤를 따르는 프로젝트는 PyPy가 있다.

## 같이 보기
- PyPy
- JIT 컴파일